# Падре Ернесто Мартеарена
«Естадіо Падре Ернесто Мартеарена» (ісп. Estadio Padre Ernesto Martearena) — аргентинський багатофункціональний стадіон, розташований у місті Сальта. Відкритий у 2001 році спеціально до молодіжного чемпіонату світу з футболу. В даний час використовується для проведення футбольних та регбійних матчів: традиційні господарі поля — футбольні клуби «Атлетіко Сентраль Норте» і «Хувентуд Антоніана». Місткість становить 20 408 сидячих місць для матчів і 32 тисячі для концертів.

## Матчі

### Футбол
Серед найголовніших матчів, що проводилися на стадіоні — сім ігор молодіжного чемпіонату світу 2001 року (група E і матч 1/8 фіналу), матчі Південноамериканських кубків 2004 (перший поєдинок за участю «Бока Хуніорс»), 2005 і 2006 років, матчі за участю Великої п'ятірки аргентинського футболу, поєдинки жіночого Кубка Південної Америки 2003 року і чоловічого Кубка Америки 2011 року. На стадіоні було зіграно декілька матчів відродженого Кубка Аргентини і літніх футбольних турнірів.
Молодіжний чемпіонат світу 2001
| Дата           | Господарі  | Рахунок | Гості      | Стадія        | Глядачів |
| -------------- | ---------- | ------- | ---------- | ------------- | -------- |
| 18 червня 2001 | Еквадор    | 2:1     | Ефіопія    | Груповий етап | 14 000   |
| 18 червня 2001 | Нідерланди | 1:3     | Коста-Рика | Груповий етап | 14 000   |
| 21 червня 2001 | Коста-Рика | 3:1     | Ефіопія    | Груповий етап | 10 000   |
| 21 червня 2001 | Нідерланди | 1:1     | Еквадор    | Груповий етап | 10 000   |
| 24 червня 2001 | Еквадор    | 0:1     | Коста-Рика | Груповий етап | 15 000   |
| 24 червня 2001 | Ефіопія    | 2:3     | Нідерланди | Груповий етап | 17 000   |
| 28 червня 2001 | Коста-Рика | 1:2     | Чехія      | 1/8 фіналу    | 13 000   |

Кубок Америки 2011
| Дата     | Час (UTC−3) | Група   | Господарі | Рахунок | Гості     | Глядачів |
| -------- | ----------- | ------- | --------- | ------- | --------- | -------- |
| 9 липня  | 18:30       | Група B | Венесуела | 1:0     | Еквадор   | 12 000   |
| 13 липня | 19:15       | Група B | Парагвай  | 3:3     | Венесуела | 18 000   |

### Регбі
Збірна Аргентини з регбі, відома як «Лос Пумас» (ісп. Los Pumas), провела ряд тест-матчів на цьому стадіоні, в тому числі і матчі Чемпіонату Регбі проти ПАР в 2014, 2016 і 2017 роках.
| Дата           | Господарі | Рахунок | Гості                     | Турнір                                        |
| -------------- | --------- | ------- | ------------------------- | --------------------------------------------- |
| 11 червня 2005 | Аргентина | 35:21   | Італія                    | Тест-матч                                     |
| 13 червня 2009 | Аргентина | 24:22   | Англія                    | Тест-матч                                     |
| 8 червня 2013  | Аргентина | 3:32    | Англія                    | Тест-матч                                     |
| 9 серпня 2013  | Аргентина | 58:12   | Нью Саут Вейлз Барбаріанс | Контрольні матчі перед Чемпіонатом регбі 2013 |
| 9 серпня 2014  | Аргентина | 31:33   | Південна Африка           | Чемпіонат регбі 2014                          |
| 5 травня 2015  | Аргентина | 28:23   | США                       | Тест-матч                                     |
| 27 серпня 2016 | Аргентина | 26:24   | Південна Африка           | Чемпіонат регбі 2016                          |
| 26 серпня 2017 | Аргентина | 23:41   | Південна Африка           | Чемпіонат регбі 2017                          |
| 6 жовтня 2018  | Аргентина | 34:45   | Австралія                 | Чемпіонат регбі 2018 (Пума Трофі)             |
| 10 серпня 2019 | Аргентина | 13:46   | Південна Африка           | Чемпіонат регбі 2019                          |

## Концерти
| Артист                | Рік       |
| --------------------- | --------- |
| Індіо Соларі          | 2009/2011 |
| Wisin & Yandel        | 2010      |
| Calle 13              | 2011      |
| Шакіра                | 2011      |
| Рікардо Архона        | 2014      |
| Violetta Live         | 2015      |
| Soy Luna En Concierto | 2017      |
| Soy Luna En Vivo      | 2018      |